# Павленко Сергій Автономович
Сергій Автономович Павленко (2 вересня 1904, місто Катеринослав, тепер Дніпропетровськ — 22 березня 1983, місто Дрогобич Львівської області) — український радянський партійний діяч, 2-й секретар Волинського обласного комітету КП(б)У, заступник голови Дрогобицького облвиконкому.

## Біографія
Народився в родині селянина-наймита села Красногригорівки Нікопольського повіту. Закінчив початкове училище.
Трудову діяльність розпочав у 1920 році наймитом у заможних селян Нікопольського повіту Катеринославської губернії. У 1921 році вступив до комсомолу. Обирався членом комітету незаможних селян, секретарем комсомольського осередку.
З 1923 року — завідувач відділу, секретар Томаківського районного комітету ЛКСМУ Катеринославської губернії.
З вересня 1926 року служив у Червоній армії.
Член ВКП(б) з 1927 року.
З 1930 року — завідувач культурно-пропагандистського відділу Томаківського районного комітету КП(б)У, завідувач відділу агітації і масових кампаній районного комітету КП(б)У, інструктор Томаківського районного комітету КП(б)У на Дніпропетровщині. Закінчив Дніпропетровські обласні річні курси марксизму-ленінізму.
До 1937 року — інструктор Дніпропетровського обласного комітету КП(б)У. У 1937 році працював секретарем Ново-Празького районного комітету КП(б)У Дніпропетровської області.
У 1937—1939 роках — 2-й, 1-й секретар Цюрупинського районного комітету КП(б)У Миколаївської області.
З жовтня 1939 року — заступник голови Ковельського повітового тимчасового управління Волинського воєводства, голова Камінь-Каширського повітового тимчасового управління Волинської області.
У січні 1940 — січні 1941 року — 1-й секретар Камінь-Каширського районного комітету КП(б)У Волинської області.
13 січня — червень 1941 року — секретар Волинського обласного комітету КП(б)У з кадрів.
У 1941 — листопаді 1943 року — в Червоній армії на політичній роботі. Учасник німецько-радянської війни. Служив заступником начальника відділу кадрів Політичного відділу 2-ї Ударної та 59-ї армій.
У 1944 — вересні 1952 року — 2-й секретар Волинського обласного комітету КП(б)У.
У вересні 1952 — лютому 1956 року — заступник голови виконавчого комітету Дрогобицької обласної ради депутатів трудящих.
У 1954 році закінчив заочно Вищу партійну школу при ЦК КПРС.
У лютому 1956 — травні 1959 року — начальник Дрогобицького обласного управління з будівництва у колгоспах.
З 1959 року — на пенсії в місті Дрогобичі Львівської області.

## Звання
- майор

## Нагороди
- орден Трудового Червоного Прапора
- орден «Знак Пошани»
- медаль «За оборону Ленінграда» (1.09.1943)
- медаль «За перемогу над Німеччиною у Великій Вітчизняній війні 1941—1945 рр.» (1945)
- медалі